# Хаустлёнг
«Ха́устлё́нг» (др.-сканд. Haustlöng) — скальдическая поэма, написанная в начале X века. На русский язык название можно было бы примерно перевести как «В течение (во время) осени». Поэма сохранилась в Младшей Эдде, где цитируются две группы стансов из поэмы. Авторство приписывается норвежскому скальду Тьодольву из Хвинира. Поэма описывает сцены из скандинавской мифологии, изображенные на щите, который был дан скальду. В дошедших до нас стансах описано следующее:
- Похищение и спасение Идун;
- Тор убивает Грунгнира.

Часто данную поэму сравнивают с двумя другими, также описывающими изображения сцен из мифологии: Хусдрапа и Рагнардрапа.